# Parahepomidion
Parahepomidion is een kevergeslacht uit de familie van de boktorren (Cerambycidae). De wetenschappelijke naam van het geslacht werd voor het eerst geldig gepubliceerd in 1936 door Breuning.

## Soorten
Parahepomidion omvat de volgende soorten:
- Parahepomidion burgeoni Breuning, 1936
- Parahepomidion fossulatum Breuning, 1936
- Parahepomidion granulatum (Aurivillius, 1908)
- Parahepomidion granulipenne Breuning, 1955
- Parahepomidion ivorense Breuning, 1966
- Parahepomidion macrophthalmum Breuning, 1955
- Parahepomidion meruanum Breuning, 1958
- Parahepomidion nitidum (Aurivillius, 1916)